# Alexandros Kouros
Alexandros Kouros (in greco Αλέξανδρος Κούρος?; Poliçan, 21 agosto 1993) è un calciatore greco, difensore del Vllaznia.

## Biografia
Possiede anche il passaporto albanese.

## Carriera

### Club
Il 28 agosto 2016 viene acquistato a titolo definitivo dalla squadra greca dell'Īraklīs.

### Nazionale
Ha giocato nelle nazionali greche Under-19, Under-20 ed Under-21.

## Palmarès

### Club

#### Competizioni nazionali
- Coppa d'Albania: 1

Teuta: 2019-2020
- Supercoppa d'Albania: 1

Teuta: 2020
- Campionato albanese: 1

Teuta: 2020-2021